# محلون ديكرسون
محلون ديكرسون (بالإنجليزية: Mahlon Dickerson) (و. 1770 – 1853 م) هو سياسي، ومحام، وقاض من الولايات المتحدة الأمريكية .
تولى منصب عضو مجلس الشيوخ الأمريكي .وهو عضو في الحزب الجمهوري الديمقراطي، والحزب الديمقراطي الأمريكي .

## التعليم
تعلم في جامعة برنستون.